# Слој мреже
Слој мреже (енгл. network layer) је трећи ниво ОСИ референтног модела. Описује протоколе и сервисе који обезбеђују идентификацију крајњих корисника мреже, као и путање (руте) између њих. Протоколи овог слоја врше функције као што су: енкапсулација, адресирање, рутирање и депаксулација и задужени су за достављање пакета информација између идентификованих корисника. Најзначајнији мрежни протокол IPv4/IPv6 интернет протокол припада овом слоју.

## Протоколи
- Рутирани протоколи (енгл. Routed protocol):
  - IPv4, Интернет протокол верзија 4
  - IPv6, Интернет протокол верзија 6
  - ICMP, 
  - IGMP, 
  - IPSec, Internet Protocol Security
  - IPX, 
  - DDP,
- Протоколи рутирања (енгл. Routing protocol):
  - RIP, 
  - RIPv2, Routing Information Protocol version 2
  - IGRP, (Interior Gateway Routing Protocol)
  - EIGRP, (Enhanced Interior Gateway Routing Protocol)
  - OSPF, (Open Shortest Path First)
  - IS-IS, (Intermediate System to Intermediate System)
  - BGP,

Протоколи рутирања (routing protocols) служе за сазнавање топологије мреже (RIP, OSPF, BGP...), а рутирани протоколи (routed protocols) су заправо подаци који се шаљу преко мреже у одређеном облику (IP). IPv4 је данас најкоришћенији протокол 3. слоја OSI модела. IPv6 је његов наследник, а IPX и AppleTalk су се користили кратко време.